# 米庫林齊 (利京區)
49°15′28″N 28°9′21″E / 49.25778°N 28.15583°E
米庫林齊（烏克蘭語：Микулинці），是烏克蘭的村落，位於該國西南部文尼察州，由文尼察區負責管轄，始建於1320年，面積0.25平方公里，海拔高度274米，2001年人口693，人口密度每平方公里2,817.07人。